# 櫛橋貞伊
櫛橋 貞伊（くしはし さだこれ）は、室町時代の播磨国の武将。赤松氏の家臣。

## 人物
櫛橋家4代・櫛橋伊高の子。「貞伊」の名は赤松氏の分家に当たる赤松持貞からの偏諱とみる向きもある。伊高は播磨などを治める守護大名赤松満祐の奉行人として頭角を現した人物であったが、永享4年（1432年）大和永享の乱鎮圧軍に従った際に戦没した。この時、貞伊も鎮圧軍に従っており重傷を負っている。
嘉吉元年（1441年）赤松満祐が将軍・足利義教を殺害する事件が発生する。赤松氏は播磨国内で追討軍と激戦を交わすも敗北し、満祐ら多くの赤松一門や重臣たちが死亡した。その中で満祐の嫡男・赤松教康は密かに播磨から脱出し、遠戚にあたる伊勢国の北畠氏を頼る事となり、貞伊はこれに従った。しかし北畠氏の援助を受ける事はできず、教康や櫛橋一門6名らとともに自害して果てた。

## 註釈
1. ↑  『志方町誌』によると、この時赤松教康に従って自害した櫛橋氏の当主は赤松氏範の曾孫・櫛橋春則であるとし、享年まで貞伊と一致する。